# Armand Petitjean
Armand Petitjean (Saint-Loup-sur-Semouse, 30 de mayo de 1884-28 de septiembre de 1969) fue un empresario francés fundador de la compañía cosmética Lancôme, hoy propiedad de L'Oréal.

## Biografía
Nacido en una familia de destiladores, comenzó su periplo empresarial en Suramérica, creando con sus dos hermanos una empresa de exportaciones en Santiago de Chile que duró hasta 1925. Militar durante la Primera Guerra Mundial, el secretario general del ministro de asuntos exteriores Philippe Berthelot le permitió abandonar trincheras.
Colaborador del perfumista François Coty, tras su muerte fundó Lacôme. La empresa conoció un éxito rápido, pero empezó a tener problemas a finales de los años 1950. Armand Petitjean se la cedió a su hijo Armand Marcel en 1961, quien la vendió en 1964 a L'Oréal.

## Distinciones
En 1956 se le concedió la Grande Médaille d'Honneur de la Ville de Paris.